# Cristian Gabriel García
Cristian Gabriel García (n. General Alvear, Argentina; 22 de julio de 1996) es un futbolista argentino. Juega de centrocampista y su equipo actual es Deportivo Garcilaso de la Liga 1.

## Trayectoria
García comenzó su carrera en la Comisión de Actividades Infantiles. Hizo doce apariciones en la campaña Torneo Federal A 2015, en la que fue expulsado en tres ocasiones incluyendo en el desempate de descenso contra el Gutiérrez Sport Club el 30 de octubre cuando el club descendió al Torneo Federal B. Luego hizo veintisiete apariciones y anotó una vez en el cuarto nivel del fútbol argentino en tres temporadas. El 30 de junio de 2018, García se unió a la Primera B Nacional con el Club Guillermo Brown. Posteriormente llegó su debut en la liga profesional durante una derrota en casa ante el Club Atlético Brown en agosto, después de haber disputado con su club un partido de la Copa Argentina contra el Club Atlético Tigre el mes anterior.
En la temporada 2021, García firmó con Delfín Sporting Club de Manta en Ecuador, equipo con el cual disputó la LigaPro Serie A y Copa Ecuador, siendo esta su primera experiencia internacional en Sudamérica. En 2022 regresó a Brown de Puerto Madryn de la Primera Nacional de Argentina; en 2023 se concretaría su regreso al club mantense en calidad de jugador libre.
A inicios del 2025 fichó por Deportivo Garcilaso, jugando 12 partidos. A pesar de tener contrato, rescindió el mismo para fichar por Colon de Santa Fe de la Primera B Argentina.

## Estadísticas

### Clubes
Actualizado al último partido disputado el 19 de mayo de 2024.
| Club                      | Temporada     | Liga          | Liga  | Liga  | Copas nacionales | Copas nacionales | Copas internacionales | Copas internacionales | Otros | Otros | Total | Total |
| Club                      | Temporada     | Div.          | Part. | Goles | Part.            | Goles            | Part.                 | Goles                 | Part. | Goles | Part. | Goles |
| ------------------------- | ------------- | ------------- | ----- | ----- | ---------------- | ---------------- | --------------------- | --------------------- | ----- | ----- | ----- | ----- |
| C. A. I. Argentina        | 2014-15       | 3.ª           | 0     | 0     | 1                | 0                | —                     | —                     | 0     | 0     | 1     | 0     |
| C. A. I. Argentina        | 2015          | 3.ª           | 11    | 0     | 0                | 0                | —                     | —                     | 1     | 0     | 12    | 0     |
| C. A. I. Argentina        | 2016          | 3.ª           | 7     | 0     | 0                | 0                | —                     | —                     | 0     | 0     | 7     | 0     |
| C. A. I. Argentina        | 2016-17       | 3.ª           | 20    | 1     | 0                | 0                | —                     | —                     | 0     | 0     | 20    | 1     |
| C. A. I. Argentina        | 2017-18       | 3.ª           | 0     | 0     | 0                | 0                | —                     | —                     | 0     | 0     | 0     | 0     |
| C. A. I. Argentina        | Total club    | Total club    | 38    | 1     | 1                | 0                | 0                     | 0                     | 1     | 0     | 40    | 1     |
| Guillermo Brown Argentina | 2018-19       | 2.ª           | 8     | 0     | 1                | 0                | —                     | —                     | 0     | 0     | 9     | 0     |
| Guillermo Brown Argentina | 2019-20       | 2.ª           | 20    | 1     | 0                | 0                | —                     | —                     | 0     | 0     | 20    | 1     |
| Guillermo Brown Argentina | 2020          | 2.ª           | 10    | 0     | 0                | 0                | —                     | —                     | 0     | 0     | 10    | 0     |
| Delfín S. C. · Ecuador    | 2021          | 1.ª           | 25    | 0     | 0                | 0                | —                     | —                     | 0     | 0     | 25    | 0     |
| Guillermo Brown Argentina | 2022          | 2.ª           | 28    | 1     | 0                | 0                | —                     | —                     | 0     | 0     | 28    | 1     |
| Guillermo Brown Argentina | Total club    | Total club    | 66    | 2     | 1                | 0                | 0                     | 0                     | 0     | 0     | 67    | 2     |
| Delfín S. C. · Ecuador    | 2023          | 1.ª           | 26    | 0     | —                | —                | 1                     | 0                     | 0     | 0     | 27    | 0     |
| Delfín S. C. · Ecuador    | 2024          | 1.ª           | 10    | 0     | 0                | 0                | 5                     | 0                     | 0     | 0     | 15    | 0     |
| Delfín S. C. · Ecuador    | Total club    | Total club    | 61    | 0     | 0                | 0                | 6                     | 0                     | 0     | 0     | 67    | 0     |
| Total carrera             | Total carrera | Total carrera | 164   | 3     | 2                | 0                | 6                     | 0                     | 1     | 0     | 173   | 3     |
| 1. 2.                     |               |               |       |       |                  |                  |                       |                       |       |       |       |       |